# Folkestone Castle
Folkestone Castle var en normannisk borg nord for byen Folkestone i Kent i England. Borgen stod på en høj på North Downs, og blev givetvis bygget mellem 1070'erne og 1130'erne efter den normanniske erobring af England. Den blev udgravet i 1878 af Augustus Pitt Rivers og det hævdes, at det var den første udgravning i Storbritannien efter en videnskabelig metode. Under 2. verdenskrig blev der gravet skyttegrave i bakken. Stedet blev udgravet igen 1988-89, hvor der blev fundet potteskår fra 2500-1800 f.Kr.
Selv om den lokalt er kendt som "Caesar's Camp" (Cæsars Lejr), er den ikke umiddelbart romersk, men det er foreslået, at den er bygget oven på et romersk forsvarsværk. Højen kendes som Castle Hill og fra den er der god udsigt over både byen og kysten til Romney Marsh og videre til Dungeness, Rye og Fairlight.
Højen ligger i dag ud til motorvejen M20 og indgangen til Eurotunnelen ved Cheriton.